# Trabucco-Kliff
Das Trabucco-Kliff ist ein Felsenkliff im westantarktischen Marie-Byrd-Land. In den Crary Mountains ragt es an der Spitze eines großen Felssporns auf, der den nordöstlichen Ausläufer des Mount Rees bildet.
Der United States Geological Survey kartierte es anhand eigener Vermessungen und Luftaufnahmen der United States Navy aus den Jahren von 1959 bis 1966. Das Advisory Committee on Antarctic Names benannte es 1975 nach dem Ionosphärenphysiker William J. Trabucco, der im Rahmen des United States Antarctic Research Program 1969 auf der McMurdo-Station und 1973 auf der Siple-Station tätig war.